# Котешть (комуна)
Котешть, Котешті (рум. Cotești) — комуна у повіті Вранча в Румунії. До складу комуни входять такі села (дані про населення за 2002 рік):
- Будешть (1853 особи)
- Валя-Котешть (660 осіб)
- Голештій-де-Сус (393 особи)
- Котешть (1872 особи) — адміністративний центр комуни

Комуна розташована на відстані 154 км на північний схід від Бухареста, 11 км на південний захід від Фокшан, 78 км на захід від Галаца, 113 км на схід від Брашова.

## Населення
За даними перепису населення 2002 року у комуні проживали 4778 осіб.
Національний склад населення комуни:
| Національність   | Кількість осіб | Відсоток |
| ---------------- | -------------- | -------- |
| румуни           | 4776           | > 99,9%  |
| росіяни-липовани | 1              | < 0,1%   |
| турки            | 1              | < 0,1%   |

Рідною мовою назвали:
| Мова      | Кількість осіб | Відсоток |
| --------- | -------------- | -------- |
| румунська | 4777           | > 99,9%  |
| російська | 1              | < 0,1%   |

Склад населення комуни за віросповіданням:
| Релігія       | Кількість осіб | Відсоток |
| ------------- | -------------- | -------- |
| православні   | 4764           | 99,7%    |
| адвентисти    | 6              | 0,1%     |
| римо-католики | 5              | 0,1%     |
| лютерани      | 2              | < 0,1%   |
| реформати     | 1              | < 0,1%   |